# Élections aux Cortes de Castille-La Manche de 1987
Les élections aux Cortes de Castille-La Manche de 1987 (en espagnol : Elecciones a las Cortes de Castilla-La Mancha de 1987) se sont tenues le mercredi 10 juin 1987 afin d'élire les quarante-sept députés de la deuxième législature des Cortes de Castille-La Manche, parlement de la communauté.
Le scrutin voit la victoire du Parti socialiste de Castille-La Manche-PSOE (PSCM-PSOE), qui remporte la majorité absolue des sièges renforcée avec une majorité relative en voix.

## Contexte
Ancien fief de l'Union du centre démocratique (UCD), la Castille-La Manche est, depuis 1982, un bastion du Parti socialiste ouvrier espagnol (PSOE).
Ainsi, lors des élections du 8 mai 1983, le Parti socialiste de Castille-La Manche-PSOE (PSCM-PSOE) totalise 47 % des voix, ce qui lui donne 23 députés sur 44 aux Cortes. La coalition AP-PDP-UL est la seule autre force disposant d'une représentation parlementaire, avec 41,2 % des suffrages et 21 parlementaires. José Bono, député de la province d'Albacete âgé de 32 ans, est investi le 6 juin suivant président de la Junte des communautés.
Les élections municipales qui se déroulent le même jour confirment la situation. Avec 41,8 % des voix, le PSOE se classe en première position, devant l'alliance de centre droit qui remporte 37,9 % des suffrages. Ainsi, les socialistes gouvernent Albacete, Guadalajara, Tolède et sept autres grandes villes, tandis que la coalition AP-PDP-UL dirige Ciudad Real, Cuenca et une autre grande ville.
À l'occasion des élections législatives anticipées du 22 juin 1986, le PSOE vire une nouvelle fois en tête avec 47,8 %, ce qui lui donne 12 députés sur les 20 que comptent les cinq provinces de la communauté autonome. L'Alliance populaire (AP) emporte 34,8 % des suffrages, soit les 8 sièges restants. Quant au Centre démocratique et social (CDS), son résultat de 9,7 % ne lui permet de remporter aucun mandat.
Le 28 janvier 1987, la loi électorale prévue par le statut d'autonomie est promulguée. Elle accroît le nombre de députés de 44 à 47, abaisse le seuil de représentativité de 5 % à 3 % des suffrages exprimés, et transfère la circonscription électorale du niveau régional au niveau provincial.

## Mode de scrutin

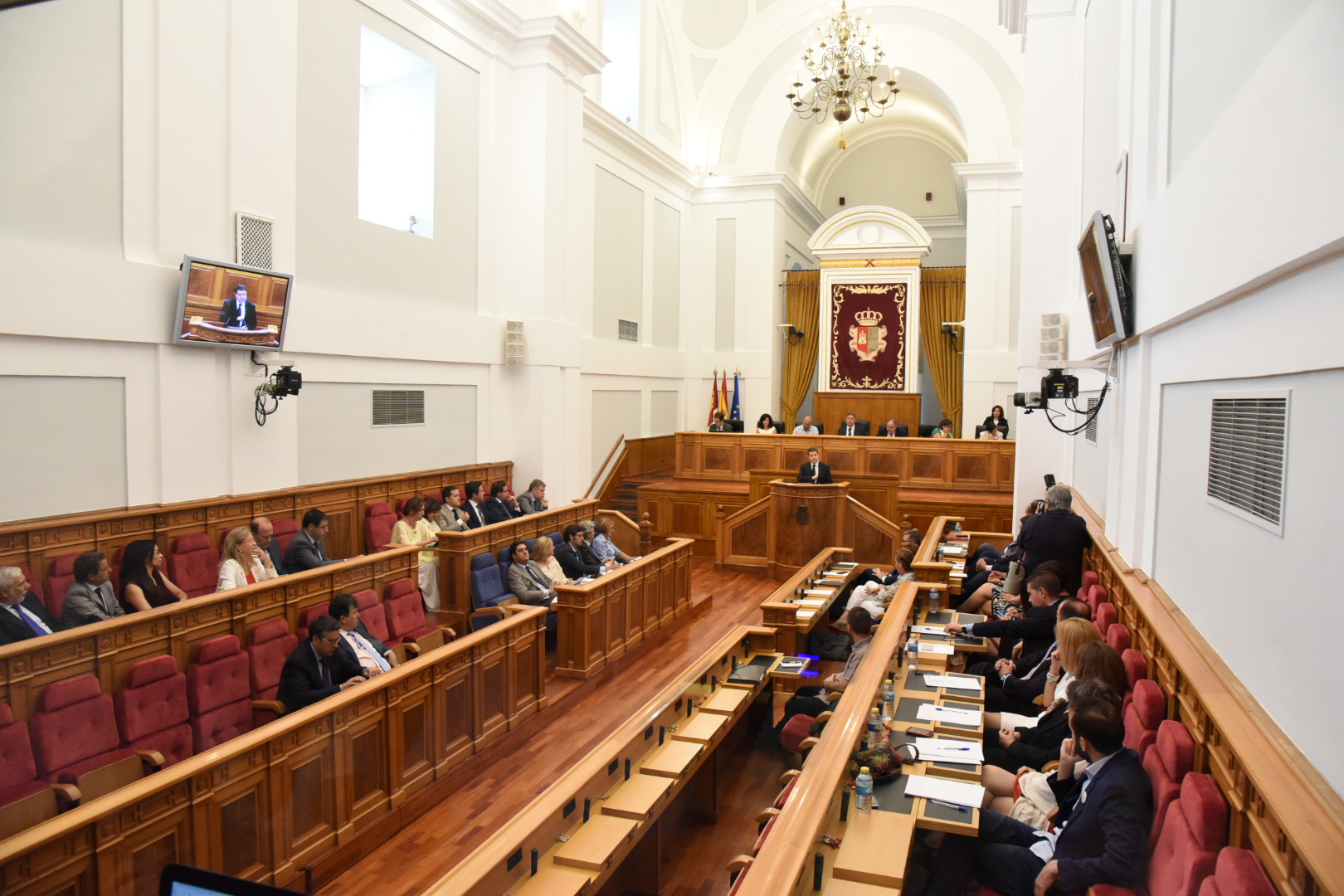
Salle des séances des Cortes de Castille-La Manche.

Les Cortes de Castille-La Manche se composent de 47 députés, élus pour un mandat de quatre ans au suffrage universel direct, suivant le scrutin proportionnel à la plus forte moyenne d'Hondt.
Chaque province constitue une circonscription, à raison de 10 sièges pour Albacete, 11 sièges pour Ciudad Real, 8 sièges pour Cuenca, 7 sièges pour Guadalajara et 11 sièges pour Tolède. Seules les forces politiques – partis, coalitions, indépendants – ayant remporté au moins 3 % des suffrages exprimés au niveau d'un territoire provincial participent à la répartition des sièges.

## Campagne

### Partis et chefs de file
| Force politique | Force politique                                                                           | Chef de file                                     | Idéologie                                     | Score en 1983              |
| --------------- | ----------------------------------------------------------------------------------------- | ------------------------------------------------ | --------------------------------------------- | -------------------------- |
|                 | Parti socialiste de Castille-La Manche-PSOE Partido Socialista de Castilla-La Mancha-PSOE | José Bono (Président de la Junte)                | Centre gauche Social-démocratie, progressisme | 47 % des voix 23 députés   |
|                 | Alliance populaire Alianza Popular                                                        | Arturo García-Tizón (Secrétaire général de l'AP) | Centre droit Conservatisme, libéralisme       | 41,2 % des voix 21 députés |
|                 | Centre démocratique et social Centro Democrático y Social                                 | Francisco Ruiz Castillo                          | Centre Libéralisme                            | 3 % des voix 0 député      |

## Résultats

### Voix et sièges
| Inscrits                                                | Inscrits                 | Inscrits                 | 1 259 742 |             |                      |                      |
| Abstentions                                             | Abstentions              | Abstentions              | 309 480   | 24,57 %     |                      |                      |
| Votants                                                 | Votants                  | Votants                  | 950 262   | 75,43 %     |                      |                      |
|                                                         |                          |                          |           |             |                      |                      |
| Bulletins enregistrés                                   | Bulletins enregistrés    | Bulletins enregistrés    | 950 262   |             |                      |                      |
| Bulletins blancs ou nuls                                | Bulletins blancs ou nuls | Bulletins blancs ou nuls | 20 300    | 2,14 %      |                      |                      |
| Suffrages exprimés                                      | Suffrages exprimés       | Suffrages exprimés       | 929 962   | 97,86 %     | 47 sièges à pourvoir | 47 sièges à pourvoir |
|                                                         |                          |                          |           |             |                      |                      |
| Liste                                                   | Tête de liste            |                          | Suffrages | Pourcentage | Sièges acquis        | Var.                 |
| Parti socialiste de Castille-La Manche-PSOE (PSCM-PSOE) | José Bono                |                          | 435 121   | 46,79 %     | 25 / 47              | 2                    |
| Alliance populaire (AP)                                 | Arturo García-Tizón      |                          | 319 978   | 34,41 %     | 18 / 47              | 3                    |
| Centre démocratique et social (CDS)                     | Fernando Ruiz Castillo   |                          | 98 539    | 10,6 %      | 4 / 47               | 4                    |
| Autres listes                                           | Néant                    |                          | 76 324    | 8,21 %      | 0 / 47               |                      |

### Analyse
Si le nombre de votants diminue de 19 000 par rapport aux législatives de l'année précédente, il progresse de 49 000 en quatre ans. Le taux de participation croît et dépasse ainsi les 75 %.
Cette remontée aide en partie le Parti socialiste de Castille-La Manche-PSOE, qui se renforce de 19 000 nouveaux électeurs, l'évolution du mode de scrutin et son hégémonie sur la gauche lui permettant de gagner 2 nouveaux mandats parlementaires. L'Alliance populaire, représentée par son nouveau secrétaire général Arturo García-Tizón, subit pour sa part un recul de l'ordre de 45 000 voix, causant la perte de 3 sièges. L'AP ne s'impose que dans la province de Guadalajara, abandonnant celle de Cuenca aux socialistes. Le grand gagnant de cette élection est incontestablement le Centre démocratique et social, qui affiche une croissance de plus de 250 % de ses suffrages, gagnant effectivement 72 000 voix par rapport à 1983. Ce score lui accorde donc 4 mandats, alors qu'il reste sous les 10 % seulement dans la province de Cuenca.

### Conséquences
Lors de la séance d'investiture du 14 juillet, José Bono est de nouveau investi président de la Junte des communautés, par 25 voix pour, 17 contre et 4 abstentions.